# Kingsbury (Indiana)
Pour les articles homonymes, voir Kingsbury.
Kingsbury est une municipalité américaine située dans le comté de LaPorte en Indiana. Lors du recensement de 2010, sa population est de 242 habitants. La municipalité s'étend sur 0,57 mille carré (1,48 km2).

## Histoire
Kingsbury est fondée en 1835 par De Witt Culver.
En 1940, le département de la Guerre des États-Unis choisit d'implanter une usine de munitions à Kingsbury, choisissant une région peu peuplée mais ayant un accès facile aux deux côtes du pays. Kingsbury devient une municipalité en 1941.
L'usine devient l'une des plus importantes du pays avant de réduire son activité à la fin de la Seconde Guerre mondiale puis fermer. Les terrains sont acquis par l'État de l'Indiana dans les années 1960, qui en fait une réserve naturelle (Kingsbury Fish & Wildlife Area) ; elle regroupe des pelouses, des champs, des marais et un lac sur une superficie de 7 280 acres (2 946 ha).